# La lama dei sogni
La lama dei sogni (titolo originale: Knife of Dreams) è l'undicesimo libro del ciclo fantasy La Ruota del Tempo scritto dal romanziere statunitense Robert Jordan. Il libro è formato da un prologo, 37 capitoli ed un epilogo.
Al momento della sua uscita, il libro, come il precedente, salì immediatamente alla prima posizione della lista delle vendite dei migliori best seller, stilata dal prestigioso New York Times.

## Trama
Le vicende narrate in questo libro si dividono in cinque trame principali, più alcune sotto-trame riguardanti altri personaggi.

### Rand al'Thor
Il Drago Rinato, Rand al'Thor, si trova ancora nella tenuta Pendaloan nell'est di Tear, dove, assieme al suo seguito, sta recuperando le forze dopo la Battaglia per la Pulitura di Saidin. Egli sa che Tarmon Gai'don è molto vicina e comprende che non può affrontarla, mentre è in guerra anche con i Seanchan, perciò ha concordato un incontro con i comandanti nemici, per cercare di negoziare una tregua. Nel frattempo la tenuta viene investita da una orda enorme di Trolloc guidati da Myrddraal. Però, grazie alla fortuita presenza di numerosi Asha'man e Aes Sedai, l'orda viene respinta, anche se si rischia il disastro, quando la personalità di Lews Therin Telamon prende pericolosamente il sopravvento nella mente di Rand ed usa Saidin con potenti tessiture finora sconosciute, per respingere i nemici.
Successivamente Rand, con il suo seguito, si reca all'incontro per negoziare una tregua, stabilito con la principessa Seanchan, detta la Figlia delle Nove Lune. In realtà si tratta di una trappola ben orchestrata da Semirhage, che intende catturare il Drago ed i suoi accompagnatori con degli a'dam, sia femminili che maschili.  La trappola viene però sventata, grazie soprattutto ai set di ter'angreal che portano Nynaeve e Cadsuane; di conseguenza la Reietta viene catturata, ma il Drago rimane gravemente ferito nello scontro avvenuto: ha perso la  sua mano sinistra ed ora ha anche dei problemi alla vista. Semirhage, per nulla intimorita dalla propria posizione di prigioniera, rivela a tutti i presenti il disordine mentale in cui si trova Rand, a causa della presenza in lui della personalità di Lews Therin Telamon.

### Matrim Cauthon
Matrim Cauthon prosegue la sua fuga dall'Altara, con il suo variegato seguito che si è aggregato al circo-serraglio di Valan Luca; inoltre continua il suo corteggiamento nei confronti di Tuon, la Figlia delle Nove Lune, cui regala anche un cavallo dal manto particolare. Lungo la strada il gruppo assiste turbato alla visione di un intero villaggio fantasma ed alla sparizione, dentro di esso, di un mercante di passaggio, con il suo intero carro. Subito dopo Mat chiede finalmente a Thom Merrilin della lettera lasciatagli da Moiraine ed il vecchio menestrello gliela porge. Mat scopre così che la Aes Sedai è viva ed è tenuta prigioniera nel mondo degli Aelfinn ed Eelfinn e che lui deve scegliere se andare a cercare di liberarla o meno. Mat, dopo aver scoperto grazie ad Olver come raggiungerla attraverso la Torre di Ghenjei, promette a Thom che appena possibile, andranno assieme a tentare di liberare Moiraine.
Durante una visita alla cittadina di Maderin, Tuon e Mat vengono attaccati da un gruppo di Amici delle Tenebre ma riescono a salvarsi; inoltre si scopre che i Seanchan stanno dando la caccia ad una ragazza dalle fattezze di Tuon stessa, che viene ritenuta una impostora, a causa di un complotto ordito dall'Alta Signora Suroth. Mat per salvare Tuon decide di abbandonare Valan Luca; poiché gli è venuto incontro Talmanes, con una parte della Banda della Mano Rossa, Mat inizia una brillante campagna di imboscate, contro l'esercito Seanchan, per aprirsi una via di fuga verso il Murandy. Il campo di Mat viene raggiunto nel frattempo dal coraggioso e fedele generale Seanchan Furik Karede, che è venuto in cerca di Tuon, per portarlo in salvo. Mat chiede a Tuon se si fida di lui ed alla risposta affermativa della donna, le concede di tornare con Karede ad Ebou Dar. Prima di partire però, Tuon completa la formula di matrimonio e lo sposa, confermando le profezie. Le vicende di Mat in questo libro si concludono con una sua ultima vittoriosa azione di guerra, per coprire la fuga della sua nuova consorte.

### Perrin Aybara
Perrin Aybara, per liberare sua moglie Faile, organizza un ingegnoso piano per attaccare gli Shaido accampati a Malden, stringendo una alleanza con i Seanchan, guidati dal Generale Tylee Khirgan. 
La notte prima dell'attacco Perrin ed i suoi alleati riversano nell'acquedotto di Malden notevoli quantità di radice biforcuta per neutralizzare le Sapienti incanalatrici. Perrin inoltre è tornato brevemente nei Fiumi Gemelli viaggiando con gli Asha'man ed ha riportato con sé Tam al'Thor ed un ragguardevole numero di arcieri, da impiegare nella battaglia.
All'alba del giorno stabilito inizia l'attacco, che ha pieno successo: gli Shaido vengono sbaragliati facilmente e con pochissime perdite, inoltre i Seanchan, con le loro Damane, fanno strage dei seguaci del Profeta Masema, il quale non ha rispettato i patti ed inoltre ha indotto Aram a cercare di uccidere Perrin. 
Nel frattempo Faile viene ingannata da Galina Sedai, che induce lei e quelli del suo gruppo a rubare la Verga dei Giuramenti tenuta dalla Sapiente Therava. Faile inoltre raccoglie attorno a se' molti altri prigionieri degli Shaido, che le giurano fedeltà. Faile viene salvata dalla trappola di Galina grazie all'intervento del Meradin Rolan, che però viene a sua volta ucciso da Perrin, che crede che la stia tenendo prigioniera.
Faile, al termine della battaglia, si dichiara protettrice di tutti gli ex gai'shain e requisisce il tesoro di Sevanna, mentre quest'ultima e numerosissime Sapienti e guerrieri Shaido vengono imprigionati e diventano proprietà dei Seanchan.

### L'assedio di Tar Valon
Egwene al'Vere, catturata alla fine del precedente libro, dopo aver bloccato con Leane Sharif i porti di Tar Valon, viene portata dentro alla Torre Bianca e ridotta nuovamente al rango di una semplice Novizia. La giovane Amyrlin si rende immediatamente conto che il potere di Elaida nella Torre, non è affatto saldo e le Ajah sono tra loro divise e sul piede di guerra, a causa dei maneggi di Alviarin; perciò attraverso Tel'aran'rhiod proibisce qualsiasi tentativo di liberazione da parte delle sue fedeli e decide anzi di restare dentro alla Torre, per minare dall'interno il potere della rivale. Nonostante venga quotidianamente punita dal Silviana, la Maestra delle Novizie,  a causa della sua indisciplina, Egwene riesce così a piantare numerosi semi di dissenso per abbattere Elaida, si guadagna il rispetto di molte Sorelle ed inoltre la fedeltà delle altre Novizie.
Nel campo delle ribelli intanto Siuan cerca di preservare il potere di Egwene nei confronti delle ambizioni di Lelaine e di Romanda. All'arrivo di Jahar Narishma, le leader ribelli accettano l'offerta di Rand al'Thor di far legare una cinquantina di Asha'man come Custodi, per compensare la sorte delle Sorelle inviate alla Torre Nera da Elaida e prese prigioniere e legate come Gaidin a loro volta. In quel momento Romanda inoltre intuisce finalmente che dietro agli assassini di Anaiya e Kairen si trova Halima, un Reietto con il corpo di donna e che incanala Saidin, ma che purtroppo riesce a fuggire prima di venire catturato assieme a Delana. 
Anche l'Ajah Rossa decide infine di inviare un gruppo di sorelle, guidate da Pevara, a proporre ad alcuni Asha'man di venire legati come Custodi, ma la risposta che ricevono da Mazrim Taim non preannuncia nulla di buono.

### L'assedio di Caemlyn
Elayne Trakand  resiste con valore e saggezza all'assedio che la sua rivale, Arymilla Marne, ha posto alla capitale del regno, Caemlyn. Quando scopre che il suo capitano Daved Hanlon è un Amico delle tenebre che si incontra con alcune Sorelle dell'Ajah Nera, Elayne decide di colpire a sorpresa, anche per stanare l'assassina di Adeleas, di Reanne e di molte altre Donne della Famiglia. Inizialmente il colpo ha successo, ma l'imprevisto arrivo di altre Sorelle Nere, provoca la cattura di Elayne e la morte di Vandene  e di Sareitha. 
Birgitte però interviene riuscendo a convincere le Cercavento ad aiutarla a tentare di liberare Elayne, prima trasportando le truppe fuori dalle mura, per intercettare le Nere fuggitive, e poi a colpire direttamente con l'Unico Potere le Sorelle Nere. 
Nel frattempo Arymilla attacca in forze una delle porte della città, che sta per cadere a causa del tradimento di alcuni mercenari, che sono stati corrotti da lei. Elayne perciò, trovandosi con le sue truppe già fuori dalle mura, decide di colpire i nemici alle spalle, chiudendoli tra due fuochi. Arymilla ed i suoi vengono sbaragliati ed Elayne ottiene immediatamente il supporto di tre altre Grandi Casate, arrivando a nove, una in meno di quelle necessarie ad assicurarsi il trono. Nei giorni seguenti, anche grazie all'appoggio di Dyelin durante un incontro con le altre casate, Elayne ottiene infine un appoggio più che sufficiente ad ottenere il trono.

### Vicende collaterali
Galad Damodred sfida a duello il Lord Capitano Comandante dei Figli della Luce, Eamon Valda, per il suo comportamento nei confronti di sua madre Morgase. Galad lo uccide regolarmente e viene acclamato al suo posto come Comandante, portando dalla sua parte i due terzi dei Manti Bianchi, ai quali propone una alleanza con le odiate e temute Aes Sedai, perché è l'unico modo per partecipare all'Ultima Battaglia.
In Arad Doman il Generale Rodel Ituralde prende in una trappola l'esercito degli invasori Seanchan ed è pronto a sbaragliarli.
Ad Ebou Dar l'Alta Signora Suroth incontra Semirhage, che ha già sterminato la famiglia imperiale Seanchan, la Reietta le ordina di eliminare anche Tuon per diventare al suo posto la nuova Imperatrice. Tuon però si salva grazie alle azioni di Mat e Karede e tornata sana e salva ad Ebou Dar, depone Suroh e la riduce a da'covale.
Loial si sposa con Erith e decide di parlare come oratore al Grande Stump degli Ogier, per convincerli a non abbandonare questo mondo. Prima però, assieme agli altri Ogier, combatte al fianco del Drago, contro l'orda Trolloc che ha invaso l'est di Tear.
Logain Ablar, dopo aver partecipato alla battaglia presso la tenuta Pandaloan a Tear, viene inviato dal Drago presso la Maestra delle Navi degli Atha'an Miere per richiedere, secondo i loro accordi, il trasporto sulle navi di ingenti quantità di cibo da Tear ed Illian fino a Bandar Eban. Durante l'incontro vengono raggiunti dalla terribile notizia che gli Amayar si sono suicidati in massa.
Lan Mandragoran a Tear si convince che è il momento di tornare a riprendere la sua guerra personale e solitaria e quindi suicida, contro la Macchia al Passo di Tarwin, l'accesso al suo perduto paese di Malkier.  Sua moglie Nynaeve Sedai, comprendendo di non poterlo trattenere più a lungo, gli promette che lo porterà personalmente nelle Marche di Confine viaggiando, se però lui a sua volta prometterà di farsi accompagnare da chiunque voglia seguirlo. Lan accetta e Nynaeve, sfruttando un vero e proprio giro di parole da Aes Sedai, lo porta sì nelle Marche di Confine, ma alla “Fine del Mondo” in Saldea, tanto lontano dal passo Tarwin, quanto lo era Tear. Quindi viaggiando di città in città, in tutte le Marche, Nynaeve incita i Malkieri in esilio a sollevarsi ed a seguire Lan, innalzando il vessillo della Gru Dorata verso l'Ultima Battaglia.